# Charles Goodyear
Charles Goodyear (født 29. december 1800, død 1. juli 1860) var en amerikansk opfinder og tekniker, som udviklede metoden for vulkanisering af gummi, en proces som han opdagede i 1839 og patenterede den 15. juni 1844. Selv om selskabet Goodyear er blevet godskrevet opfindelsen, har nyere arkæologiske fund vist, at vulkanisering var kendt i Mellemamerika så tidligt som 1600 f. Kr.[kilde mangler]